# Marwird
Marwird (Fries: Marwert) is een nederzetting en een (voormalige) buurtschap in de gemeente Leeuwarden, in de Nederlandse provincie Friesland. De nederzetting ligt ten zuiden van de stad Leeuwarden, tussen Wijtgaard en Wirdum, aan de weg de Marwertsterdyk.
De plaats werd onder andere vermeld als Merwethe  in 1314 en als Merwerd in de 19e en 20e eeuw. De plaatsnaam duidt op een verhoging in het land (werth) bij een meer. De Nieuwe encyclopedie van Fryslân noemt Marwird een buurschap, net als de noordelijker gelegen, niet meer bestaande plaatsen De Hem en De Werp.
Ten noorden van Marwird lag de Kip- en Kinderbuurt. Begin 2015 werden echter de huizen gesloopt voor de aanleg van het Knooppunt Werpsterhoek.

## Stinsen
Bij Marwird lagen tot en met de 19e eeuw diverse stenen huizen met een verdedigingsfunctie, zo geheten stinsen. Van noord naar zuiden aan de Brédyk waren dat de volgende staten: 

### Groot-Oeneme State
De Groot-Oenema State, ook wel bekend als Oenema, of (Groot-)Cammingha werd in 1436 voor het eerst genoemd.  Het was van oorsprong een slot met diverse bijgebouwen. In 1821 werden de poort en een groot gedeelte van de state afgebroken. De laatste restanten van het slot werden in 1921 weggehaald.

### Oud-Oenema State
De kleinere state, Oud-Oenema State (ook wel Klein-Oenema of Klein- of Oud-Cammingha genoemd) werd eveneens in 1436 voor het eerst genoemd. In 1756 werd een deel van het huis afgebroken. Het overgebleven huis raakte verwoest door een brand op 15 november 1844, vier jaar later werd het afgebroken en werd een stelpboerderij gebouwd, met de naam Oenemastate. Aan het eind van de twintigste eeuw werden de singels en grachten in ere hersteld.

### Camstra State
Deze state stamt uit de 16e eeuw en stond ook wel bekend als Bootsma State. De state werd vermoedelijk gebouwd na 1547. De state had een groot herenhuis, met een poort en grachten. In 1823 werd de state echter nog maar omschreven als eenvoudig huis met een schuur, waarbij de singel van bomen en de grachten nog wel bewaard waren gebleven. Later in de 19e eeuw waren zo goed als alle sporen van de state verdwenen. De state moet niet verward worden met de Camstrastate in het nabijgelegen Wirdum.
Steden, dorpen en gehuchten: Aegum · Baard · Beers · Britsum · Cornjum · Finkum · Friens · Goutum · Grouw · Hempens · Hijlaard · Hijum · Huins · Idaard · Irnsum · Jellum · Jelsum · Jorwerd · Leeuwarden · Lekkum · Lions · Mantgum · Miedum · Oosterlittens · Oude Leije · Roordahuizum · Snakkerburen · Stiens · Swichum · Teerns · Warstiens · Wartena · Warga · Weidum · Wirdum · Wytgaard

Buurtschappen: Abbengawier · Angwier · Baardburen · Bartlehiem (deels) · Barrahuis · De Hem · Domwier · Fons · Groote Bontekoe · Gotum · Hezens · Horne · Hofland · Hoptille · Marwird · Midsburen · Naarderburen · Noordend · Oude Schouw (deels) · Rewerd (deels) · Schillaard · Schrins · Tichelwerk · Tjaard · Tjeintgum · Truurd · Tsienzerburen · Vensterburen · Vierhuis · Wammerd · Wiel · Wieuwens · Wilaard · Zuiderburen · Zuiderend

Voormalige buurtschappen: De Drie Romers · Hoek

Friesland: Steden en dorpen      Nederland: Provincies · Gemeenten